# Stachyuraceae
Stachyuraceae је мала фамилија дикотиледоних биљака из реда Crossosomatales. Обухвата само један род, Stachyurus, са 5 савремених врста. Фамилија је распрострањена у источној и југоисточној Азији.